# Sprängkullen
Sprängkullen var ett allaktivitetshus som låg på Sprängkullsgatan 19A i Göteborg och som startades 1974. Sprängkullen drevs som en förening som formellt hette Ett hus i centrum och hade under flera år mer än 5000 medlemmar. Lokalen på Sprängkullsgatan gjordes tillgänglig för verksamheten efter de protester som följde på stängningen av Hagahuset som länge fungerat som ett allaktivitetshus. Sprängkullen var en viktig samlingsplats för musikrörelsen och senare punken och många kända band och musiker har spelat där. Utöver konserter anordnades bland annat teaterföreställningar, filmvisningar, konstutställningar, föreläsningar och debatter. Det fanns även ett kafé. Föreningen Ett Hus i Centrum finns fortfarande kvar men verksamheten på Sprängkullen lades ned 1986.

## Exempel på band och musiker som spelat på Sprängkullen
- Björn Afzelius
- Arbete & Fritid
- Attentat
- Dan Berglund
- Blues Annika
- Blå Tåget
- Bruset
- Cortex
- Artistic Revolution
- Dom smutsiga hundarna
- Ebba Grön
- Eldkvarn
- Fläsket brinner
- Fred Åkerström
- Jan Hammarlund
- Kebnekajse
- Lädernunnan
- M. A. Numminen
- Mighty Band
- Nationalteatern
- Nynningen
- Peps Blodsband
- Peristaltiska Rörelsen
- Risken Finns
- Riverside Jazzband
- Røde Mor
- Samla Mammas Manna
- Marie Selander
- Stadion der Jugend
- Södra Bergens Balalaikor
- Tottas bluesband
- Turid
- Thomas Wiehe